# Beau Bridges
Beau Bridges (rođen kao Lloyd Vernet Bridges III., Los Angeles, Kalifornija, 9. prosinca 1941.) je američki glumac. 
Sin je glumca Lloyda Bridgesa i Dorothy Dean Simpson. Dobio je ime po sinu Ashlieya Wilkesa, lika iz romana Prohujalo s vihorom, kojeg su njegovi roditelji čitali u vrijeme kada se rodio. Njegov brat Jeff Bridges je također glumac.
Glumio je u brojnim filmovima i TV serijama.

## Filmografija
- Village of the Giants (1965)
- For the Love of Ivy (1968)
- The Landlord (1970)
- Child's Play (1972)
- The Other Side of the Mountain (1975)
- Swashbuckler (1976)
- Two-Minute Warning (1976)
- Greased Lighting (1977)
- The Runner Stumbles (1979)
- Norma Rae (1979)
- Silver Dream Racer (1980)
- Night Crossing (1981)
- Love Child (1982)
- Heart Like a Wheel (1983)
- The Hotel New Hampshire (1984)
- Alice in Wonderland (1985) (TV)
- The Fabulous Baker Boys (1989)
- Signs of Life (1989)
- The Wizard (1989)
- Without Warning: The James Brady Story (1991) (TV)
- Sidekicks (1992)
- Kissinger & Nixon (1995) (TV)
- Jerry Maguire (1996)
- Hidden in America (1996)
- Nightjohn (1996) (TV)
- Rocket Man (1997)
- Voyage Of The Unicorn(2001)
- Sightings: Heartland Ghosts (2002)
- Evel Knievel (2004) (TV)
- 10.5 (2004) (TV)
- Smile (2005)
- The Ballad of Jack and Rose (2005)
- Into the West (2005)
- Zvjezdana vrata SG-1 (2005-2007)
- My Name Is Earl (2005) (TV)
- 10.5: Apocalypse (2006) (TV)
- The Good German (2006)
- Stargate: The Ark of Truth (2008) kao General Landry (snima se)
- Stargate: Continuum (2008) kao General Landry (snima se)

## Vanjske poveznice
- Beau Bridges u internetskoj bazi filmova IMDb-u (engl.)